# Alexander Margvelashvili
Pas d'image ? Cliquez ici

a Compétitions nationales et continentales officielles uniquement.

b Matchs officiels uniquement.
Dernière mise à jour le 2 novembre 2012.
Alexander Aleko Margvelashvili (en géorgien : ალექსანდრე მარგველაშვილი et phonétiquement en français : Aléko Margvélachvili), né le 5 juin 1973, est un joueur géorgien de rugby à XV qui évolue au poste de pilier.

## Biographie
Alexander Margvelashvili connaît sa première sélection le 6 septembre 2003 contre l'équipe d'Italie. 

## Statistiques en équipe nationale
- 4 sélections en équipe de Géorgie en 2003
- Participation à la Coupe du monde 2003 : 3 sélections (Angleterre, Samoa, Springboks)